# Primera División 1936 (Uruguay)
Het seizoen 1936 van de Primera División was het 33e seizoen van de hoogste Uruguayaanse voetbalcompetitie.

## Teams
Er namen tien ploegen deel aan de Primera División tijdens het seizoen 1936. Dit waren dezelfde ploegen als vorig seizoen; er degradeerden geen clubs naar de Divisional Intermedia en uit die competitie promoveerden ook geen clubs.
| Club                      | Stad       | Stadion                              | Vorig seizoen |
| ------------------------- | ---------- | ------------------------------------ | ------------- |
| CA Bella Vista            | Montevideo | Parque José Nasazzi                  | 10e           |
| Central FC                | Montevideo | Parque Fraternidad                   | 8e            |
| CA Defensor               | Montevideo | Parque Rodó                          | 5e            |
| Montevideo Wanderers FC   | Montevideo | Estadio Parque Alfredo Víctor Viera  | 3e            |
| Club Nacional de Football | Montevideo | Estadio Centenario                   | 2e            |
| CA Peñarol                | Montevideo | Estadio Centenario                   | 1e            |
| Racing Club de Montevideo | Montevideo | Cancha Reducto                       | 9e            |
| Rampla Juniors FC         | Montevideo | Parque Nelson                        | 4e            |
| CA River Plate            | Montevideo | Estadio Parque Federico Omar Saroldi | 6e            |
| IA Sud América            | Montevideo | Estadio Parque Carlos Ángel Fossa    | 7e            |

## Competitie-opzet
Alle clubs speelden tweemaal tegen elkaar. De ploeg met de meeste punten werd kampioen. Er was geen degradatie, maar de ploeg die laatste werd zou volgend seizoen in de nacompetitie moeten spelen.

### Kwalificatie voor internationale toernooien
De winnaar van de competitie plaatste zich voor de Copa Ricardo Aldao (afgekort tot Copa Aldao). Deze beker werd betwist tussen de landskampioenen van Argentinië en Uruguay om zo te bepalen wie zich de beste Rioplatensische ploeg zou mogen noemen.

### Torneo Competencia
Voorafgaand aan het seizoen werd het Torneo Competencia gespeeld tussen de ploegen in de Primera División. Dit toernooi werd gewonnen door CA Peñarol.

### Eerste seizoenshelft
Peñarol was vorig seizoen kampioen geworden. Indien ze hun titel met succes zouden verdedigen, dan mochten ze de wisselbeker voor de landskampioen houden. Peñarol begon de competitie ook goed met vijf overwinningen in de eerste vijf wedstrijden. Hun rivaal Club Nacional de Football (vorig seizoen tweede) verloor tijdens de vierde speelronde van IA Sud América en stond tweede. De nummer drie van vorig seizoen, Montevideo Wanderers FC deelde de achtste plaats en had nog geen overwinning geboekt. CA Defensor stond laatste; zij hadden de eerste vijf duels allemaal verloren.
Tijdens de zesde speelronde won Defensor hun eerste duel van het seizoen. Een wedstrijd later verloren ze tegen Montevideo Wanderers, dat toen ook hun eerste overwinning boekte. Zowel Peñarol als Nacional boekten tijdens die speelrondes overwinningen en op 6 september stonden beide ploegen tegenover elkaar. Peñarol had nog geen puntverlies geleden, maar Nacional kon bij winst op gelijke hoogte komen. De wedstrijd werd echter met 4–0 gewonnen door Peñarol, dat hierdoor hun voorsprong verdubbelde. Tijdens de laatste wedstrijd van de heenronde verloren de Aurinegros tegen Rampla Juniors FC hun eerste wedstrijd van het seizoen. Nacional bracht het verschil terug naar twee punten, omdat ze zelf wel hun wedstrijd wonnen. De derde plek in de eerste seizoenshelft was voor CA River Plate, zij hadden zes punten minder dan Peñarol.

### Tweede seizoenshelft
In de eerste wedstrijd van de tweede seizoenshelft versloeg Rampla Juniors ook Nacional. Het was de tweede keer sinds de introductie van het profvoetbal (1932) dat een club van zowel Peñarol als Nacional won in hetzelfde seizoen (Montevideo Wanderers was in 1932 de eerste). Peñarol vergrootte het gat tijdelijk omdat ze zelf wel wonnen, maar na verlies tegen River Plate werd het verschil weer twee punten. Met nog zes duels te gaan stond River Plate nog altijd derde, met vijf punten achterstand. Montevideo Wanderers was na de slechte seizoensstart opgeklommen naar een gedeelde vierde plek, maar nadat ze in de twee daaropvolgende wedstrijden van Peñarol en Nacional verloren, was hun kans op een goede eindklassering verkeken.
De vijftiende speelronde speelden beide grote clubs met 1–1 gelijk; Peñarol deed dat tegen Racing Club de Montevideo. De Tricolores konden in het duel tegen River Plate niet hiervan profiteren. De derde plek was inmiddels ingenomen door Rampla Juniors, dat zeven van de laatste acht wedstrijden had gewonnen en nu een punt meer had dan River Plate. Kans op de titel had Rampla Juniors echter niet meer.
Tijdens de zestiende speelronde wonnen zowel Peñarol als Nacional, waardoor Peñarol zeker zou zijn van de titel als ze in de onderlinge wedstrijd niet verloren. Nacional moest dat duel op 29 november winnen om Peñarol nog af te houden van de titel, maar slaagde daar niet in: het werd 1–1. Dit betekende de twaalfde titel voor de Aurinegros. Ook bleven ze eigenaar van de kampioensbeker. Tijdens hun laatste wedstrijd namen ze revanche op Rampla Juniors voor de nederlaag tijdens de eerste speelronde: met een 3–0 zege sloten ze het seizoen winnend af. River Plate had door deze nederlaag van Rampla Juniors de derde plaats kunnen heroveren, maar zij kwamen niet verder dan een gelijkspel tegen Central FC. De vierde plaats was voor de Darseneros echter wel hun beste prestatie tot dan toe.
Defensor had in de tweede seizoenshelft nog acht punten gepakt en eindigde mede hierdoor als negende. De rode lantaarn was voor Racing; hun remise tegen de uiteindelijke kampioen Peñarol was het enige punt dat ze pakten in de laatste elf wedstrijden. Er was dit seizoen geen degradatie, dus Racing bleef volgend seizoen op het hoogste niveau spelen. Zij zouden aan het eind van die competitie echter wel nacompetitie moeten spelen, vanwege hun laatste plaats in dit seizoen.

### Eindstand
|     | Club                      | Sp. | W  | G | V  | Pnt. | DV | DT | DS  |
| --- | ------------------------- | --- | -- | - | -- | ---- | -- | -- | --- |
| 01. | CA Peñarol                | 18  | 14 | 2 | 2  | 30   | 40 | 12 | +28 |
| 2.  | Club Nacional de Football | 18  | 12 | 3 | 3  | 27   | 40 | 22 | +18 |
| 3.  | Rampla Juniors FC         | 18  | 10 | 3 | 5  | 23   | 34 | 26 | +8  |
| 4.  | CA River Plate            | 18  | 10 | 3 | 5  | 23   | 29 | 24 | +5  |
| 5.  | Montevideo Wanderers FC   | 18  | 8  | 3 | 7  | 19   | 32 | 27 | +5  |
| 6.  | Central FC                | 18  | 6  | 3 | 9  | 15   | 24 | 30 | –6  |
| 7.  | IA Sud América            | 18  | 4  | 5 | 9  | 13   | 20 | 31 | –11 |
| 8.  | CA Bella Vista            | 18  | 5  | 2 | 11 | 12   | 26 | 36 | –10 |
| 9.  | CA Defensor               | 18  | 4  | 3 | 11 | 11   | 24 | 37 | –13 |
| 10. | Racing Club de Montevideo | 18  | 2  | 3 | 13 | 7    | 18 | 42 | –24 |

### Legenda
| Kleur | Kwalificatie voor |
| ----- | ----------------- |
|       | Copa Aldao 1936   |

| Winnaar Primera División 1936 |
| ----------------------------- |
| CA Peñarol 12e titel          |

#### Topscorers
De topscorerstitel ging voor de tweede keer naar Aníbal Ciocca van Club Nacional de Football. Hij scoorde veertien keer.
| №  | Speler        | Club                      | Goals |
| -- | ------------- | ------------------------- | ----- |
| 1. | Aníbal Ciocca | Club Nacional de Football | 14    |

1900 · 1901 · 1902 · 1903 · 1904 · 1905 · 1906 · 1907 · 1908 · 1909 · 1910 · 1911 · 1912 · 1913 · 1914 · 1915 · 1916 · 1917 · 1918 · 1919 · 1920 · 1921 · 1922 · 1923 · 1924 · 1925 · 1926 · 1927 · 1928 · 1929 · 1930 · 1931 · 1932 · 1933 · 1934 · 1935 · 1936 · 1937 · 1938 · 1939 · 1940 · 1941 · 1942 · 1943 · 1944 · 1945 · 1946 · 1947 · 1948 · 1949 · 1950 · 1951 · 1952 · 1953 · 1954 · 1955 · 1956 · 1957 · 1958 · 1959 · 1960 · 1961 · 1962 · 1963 · 1964 · 1965 · 1966 · 1967 · 1968 · 1969 · 1970 · 1971 · 1972 · 1973 · 1974 · 1975 · 1976 · 1977 · 1978 · 1979 · 1980 · 1981 · 1982 · 1983 · 1984 · 1985 · 1986 · 1987 · 1988 · 1989 · 1990 · 1991 · 1992 · 1993 · 1994 · 1995 · 1996 · 1997 · 1998 · 1999 · 2000 · 2001 · 2002 · 2003 ·  2004 · 2005 · 2005/06 · 2006/07 · 2007/08 · 2008/09 · 2009/10 · 2010/11 ·  2011/12 · 2012/13 · 2013/14 · 2014/15 · 2015/16 · 2016 · 2017 · 2018 · 2019 · 2020 · 2021 · 2022 · 2023